# Paula Kober
Paula Kober (* 1994 in Lübeck) ist eine deutsche Schauspielerin.

## Leben
Paula Kober wurde in Lübeck geboren und absolvierte 2013 – nach mehreren familiären Umzügen – am dortigen Katharineum ihr Abitur. In ihrer Jugend betrieb sie Judo und wurde Süddeutsche Meisterin, bis eine schwere Verletzung bei den Deutschen Meisterschaften ihre Sportkarriere beendete. Auf der Suche nach Alternativen trat sie an ihrer Schule der Theatergruppe bei und ging in den Jugendclub des Theaters in Lübeck.
Sie wollte nach dem Abitur dann zunächst Psychologie an der Freien Universität Berlin studieren, ließ aber die Anmeldefrist verstreichen. Danach sprach sie bei mehreren Schauspielschulen vor. 2015 begann sie ein Studium an der Universität der Künste Berlin. Sie bekam von Klaus Dörr ihr erstes Engagement im Ensemble der Volksbühne am Rosa-Luxemburg-Platz in Berlin, an der sie von 2018 bis 2021 spielte. 2018 wurde sie beim 29. Theatertreffen deutschsprachiger Schauspielstudierender in Graz mit dem Solopreis für die Darstellung des Elagabal in Die Ermordung des Kaisers Elagabal ausgezeichnet.
Im Fernsehen hatte sie 2016 in dem Dreiteiler Ku’damm 56 ihre erste Nebenrolle. Seit Beginn der 2020er Jahre nahmen Rollenangebote in Film- und Fernsehproduktionen zu. In der ARD-Serie 37 Sekunden spielte sie in einer Hauptrolle Leonie, die sich gegen nicht einvernehmlichen Sex mit ihrer Affäre, die gleichzeitig Vater ihrer besten Freundin ist, zur Wehr setzt.

## Filmografie
- 2016: Ku’damm 56
- 2020: Ein starkes Team: Abgetaucht
- 2021: Das Quartett: Die Tote vom Balkon
- 2021: Sisi
- 2022: Wut auf Kuba
- 2023: SOKO Köln: Metaller
- 2023: 37 Sekunden
- 2023: Die Therapie
- 2023: Tatort: Des anderen Last
- 2023: Jupiter
- 2024: Chantal im Märchenland
- 2024: Schwarze Früchte
- 2024: The Next Level